# Volvo

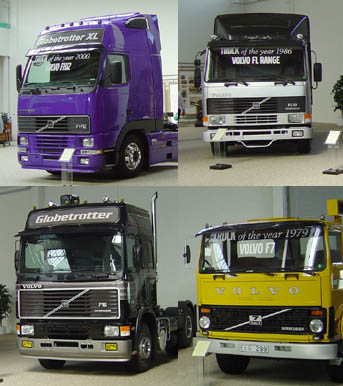
Caminhões/camiões Volvo FH12 Globetrotter XL, Volvo FL10, Volvo F7 e Volvo F16

Volvo (em sueco:  Volvokoncernen; legalmente Aktiebolaget Volvo, abreviado para AB Volvo, estilizado como VOLVO) é uma empresa sueca, (não confundir com a Volvo Cars que é de propriedade chinesa) fundada em 1927, pelo engenheiro Gustav Larson e o economista Assar Gabrielsson na cidade de Gotemburgo. Em latim, Volvo significa "eu rodo" (em sueco: jag rullar) ou, por analogia, "eu guio".
A companhia é uma grande fabricante de veículos comerciais, destacando-se como uma das maiores fabricantes de caminhões do mundo. Entretanto, existem outras áreas de atuação que a empresa deixa por conta das suas subsidiárias. Os "braços" da Volvo são: Volvo Trucks (camiões/caminhões), Volvo Buses (autocarros/ônibus), Volvo Construction Equipment (construção), Volvo Penta (motores de barcos e motores industriais), Volvo Financial Services (Serviços financeiros), etc...
A marca também é dona da Mack Trucks. A maior atividade da AB Volvo é a produção de caminhões/camiões – 64%, seguida da produção de equipamentos para construção – 21%.
Em 1999, a Volvo Cars - em sueco Volvo PV - deixou de fazer parte do grupo e foi vendida à Ford Motor Company. No dia 28 de março de 2010, a Ford acertou a venda da Volvo para a chinesa Zhejiang Geely Holdin Group, em uma transação envolvendo US$ 1,8 bilhão.
Em 2013, a AB Volvo assinou um acordo de cooperação com a empresa chinesa Dongfeng Motor Group, sendo o novo consórcio o maior fabricante de caminhões/camiões do mundo.

## História
A Volvo iniciou as suas atividades em 14 de Abril de 1927 na cidade de Gotemburgo, capital do condado de Västra Götaland, na Suécia.
A ideia de seus fundadores, Assar Gabrielsson e Gustav Larson, era a produção de veículos de passeio que fossem ao mesmo tempo seguros e adequados às condições severas do clima e do pavimento da Suécia na época.
A produção de caminhões se iniciou no ano seguinte com o 'Series 1', um sucesso imediato, que chamou atenção também fora da Suécia.
A maior contribuição da Volvo ao automobilismo foi a invenção do cinto de segurança de três pontos, introduzido em 1959.
Também foi a primeira marca a aplicar "Airbags" nos modelos com o objetivo de aumentar a segurança para os passageiros.
Em 27 de março de 2024, produziu o último carro com motor a gasóleo, um Volvo XC90 na fábrica da Volvo Cars em Torslanda, na Suécia, e que seguiu diretamente para o museu da marca em Gotemburgo.

## Modelos
- Volvo 140 Series
- Volvo 164
- Volvo 1800 ESC
- Volvo 200 Series
- Volvo 300 Series
- Volvo 440/460
- Volvo 480
- Volvo 66
- Volvo 700 Series
- Volvo 850
- Volvo 900 Series
- Volvo Amazon
- Volvo C30
- Volvo C303
- Volvo C50
- Volvo C70
- Volvo City Taxi
- Volvo Duett
- Volvo EC
- Volvo ECC
- Volvo Elisabeth I
- Volvo L3314
- Volvo LCP2000
- Volvo Margarete Rose
- Volvo ÖV 4
- Volvo P1800
- Volvo P1900
- Volvo PV444/544
- Volvo PV 36 Carioca
- Volvo PV51
- Volvo PV654
- Volvo Philip
- Volvo S40
- Volvo S60
- Volvo S70
- Volvo S80
- Volvo S90
- Volvo SCC
- Volvo Sugga
- Volvo T6
- Volvo Tundra
- Volvo V50
- Volvo V70
- Volvo VESC
- Volvo Venus Bilo
- Volvo ReCharge
- Volvo VCC
- Volvo XC40
- Volvo XC60
- Volvo XC90
- Volvo YCC
- Volvo FH16
- Volvo V70TDI